# ناحیه نواخالی
ناحیه نواخالی (به لاتین: Noakhali District) یک ناحیه در بنگلادش است که در استان چیتاگونگ واقع شده‌است.

## خصوصیات
ناحیه نواخالی ۴٬۲۰۲٫۷۰ کیلومترمربع مساحت و ۳٬۱۰۸٬۰۸۳ نفر جمعیت دارد.